# Treasure Coast Tritons
El Treasure Coast Tritons es un equipo de fútbol semi-profesional de los Estados Unidos que juega en la USL League Two, la cuarta división de fútbol en el país.

## Historia
Fue fundado el 1 de diciembre de 2015 en la ciudad de Port St. Lucie, Florida con el nombre South Florida Surf como uno de los equipos de expansión de la USL PDL (hoy en día USL League Two) para la temporada 2016.
En 2018 cambia su nombre por el de North County United, el cual solo utilizaron una temporada ya que para 2019 cambian su nombre por el de Treasure Coast Tritons.

## Nombres
- South Florida Surf (2015-17)
- North County United (2018)
- Treasure Coast Tritons (2019-)